# Marc Oortman
M.J.A. (Marc) Oortman (Haaksbergen, 11 januari 1967) is een Nederlands priester en voormalig strafadvocaat.

## Levensloop
Oortman groeide op in een normaal katholiek gezin. Hij volgde opeenvolgend de mavo, havo en vwo. Na het behalen van zijn vwo-diploma twijfelde hij aan zijn studie. Uiteindelijk koos hij ervoor om rechten te gaan studeren. Hij volgde een studie strafrechtelijke en privaatrechtelijke rechtspraktijk aan de Rijksuniversiteit Utrecht. Hierna was hij dertien jaar strafrechtadvocaat en had een eigen advocatenkantoor in Urk. Later was hij nog advocaat in Enschede. Hij was daar onder meer betrokken bij de vuurwerkramp in 2000.

## Priesterschap
Oortman werd op zijn zesendertigste geroepen tot het priesterambt. Hij volgde zijn priesterstudie aan het seminarie Bovendonk in Hoeven. Op 7 november 2009 werd hij door kardinaal Eijk in de Sint-Catharinakathedraal in Utrecht tot priester gewijd.
Oortman was na zijn wijding pastoor aan de Parochie HH. Vier Evangelisten in Duiven, Groessen, Westervoort en Loo. In 2013 volgde zijn benoeming tot de HH. Jacobus en Johannesparochie in Borne en de Parochie De Goede Herder in Hengelo. Hij is sinds 2020 pastoor aan de Parochie H. Gabriël in Didam.